# Mourgona
Mourgona is een geslacht van weekdieren uit de klasse van de Gastropoda (slakken).

## Soorten
- Mourgona anisti Yonow & K. R. Jensen, 2018
- Mourgona borgninii (Trinchese, 1896)
- Mourgona germaineae Er. Marcus & Ev. Marcus, 1970
- Mourgona murca Er. Marcus & Ev. Marcus, 1970
- Mourgona osumi Hamatani, 1994